# Хосе Маріа Ередіа
Хосе Маріа Ередіа (ісп. José María Heredia; 31 грудня 1803, Сантьяго-де-Куба — 7 травня 1839, Толука, Мексика) — кубинський поет і громадський діяч, один із зачинателів романтизму в літературі Латинської Америки.

## Життєпис
Дитинство провів здебільшого на острові Санто-Домінго і в Каракасі, де служив його батько. У 1818 році, повернувшись на Кубу, почав вивчати право в Гаванському університеті і продовжив освіту в Мексиці. Після загибелі батька, убитого в 1820 році, Ередіа знову вирушив на Кубу і через два роки після завершення освіти отримав місце адвоката в Матанзасі. До того часу він почав співпрацювати з різними газетами, які друкували його вірші і статті. У 1823 році Ередіа, вже підготував до друку збірку віршів, взяв участь у змові товариства «Сонце і промені Болівара», що ставив за мету створення незалежної кубинської держави, і був змушений терміново покинути батьківщину і переїхати в Сполучені Штати. В Нью-Йорку вийшла перша книга його віршів (1825).
У 1825 році Ередіа зробив другу подорож до Мексики, яка стала його другою батьківщиною. Там він займав різноманітні судові й адміністративні посади, викладав в університеті, видавав журнали. У 1832 році в Толуці була опублікована друга збірка його віршів. Після 11 років вигнання, в 1836 році, Ередіа публічно відрікся від боротьби за незалежність Куби і отримав дозвіл повернутися на острів, де провів чотири місяці. Важко розчарований у колишніх ідеалах і страждаючи від підхопленого в США туберкульозу поет знову вирушив до Мексики, де колишній президент Гуадалупе Вікторія надав йому притулок. Помер після тривалого перебігу хвороби в Толуці.
Ередіа вважається основоположником кубинського романтизму. Характерна риса його віршів — звернення розчарованого в людях ліричного героя до природи, зображеної як могутня і безмежна сила (вірші «Ода Ніагарі», «Океану»), патріотичний і громадянський пафос («Зірка Куби», «Свобода Куби», «Гімн вигнанця»). Ередіа одним з перших художньо осмислює своєрідність історії та культури виникаючих латиноамериканських націй (епіко-філософська поема «На теокаллі в Чолулі», 1820).

## Цікаві факти
- Видатний французький поет, уродженець Куби Жозе Маріа де Ередіа був молодшим кузеном і повним тезкою поета.